# Industry (Californie)
Pour les articles homonymes, voir Industry.
Industry est une ville située dans le comté de Los Angeles, dans l’État de Californie, aux États-Unis. Sa population s’élevait à 219 habitants lors du recensement de 2010, estimée à 205 habitants en 2016.

## Géographie
Selon le Bureau du recensement, elle a une superficie de 30,8 km2, dont 0,5 km2 de plans d'eau, soit 1,51 % du total.

## Démographie
| Groupe            | Industry | Californie | États-Unis |
| ----------------- | -------- | ---------- | ---------- |
| Blancs            | 58,9     | 57,6       | 72,4       |
| Autres            | 28,8     | 18,4       | 7,3        |
| Asiatiques        | 8,2      | 13,1       | 4,8        |
| Métis             | 3,7      | 4,9        | 2,9        |
| Afro-Américains   | 0,5      | 6,2        | 12,6       |
| Total             | 100      | 100        | 100        |
|                   |          |            |            |
| Latino-Américains | 52,5     | 37,6       | 16,7       |

Selon l'American Community Survey, en 2010, 85,86 % de la population âgée de plus de 5 ans déclare parler l'anglais à la maison, 12,16 % déclare parler l'espagnol et 1,99 % une langue chinoise.
| 1960 | 1970 | 1980 | 1990 | 2000 | 2010 |
| ---- | ---- | ---- | ---- | ---- | ---- |
| 778  | 712  | 412  | 631  | 777  | 219  |